# Anisonyx setisquama
Anisonyx setisquama är en skalbaggsart som beskrevs av Andreae 1965. Anisonyx setisquama ingår i släktet Anisonyx och familjen Melolonthidae. Inga underarter finns listade i Catalogue of Life.